# 佩德罗杜罗萨里奥
佩德罗杜罗萨里奥是巴西马拉尼昂州的一个市镇。总面积1749.866平方公里，总人口21286人，人口密度12.2人/平方公里。